# Дымарский, Виталий Наумович

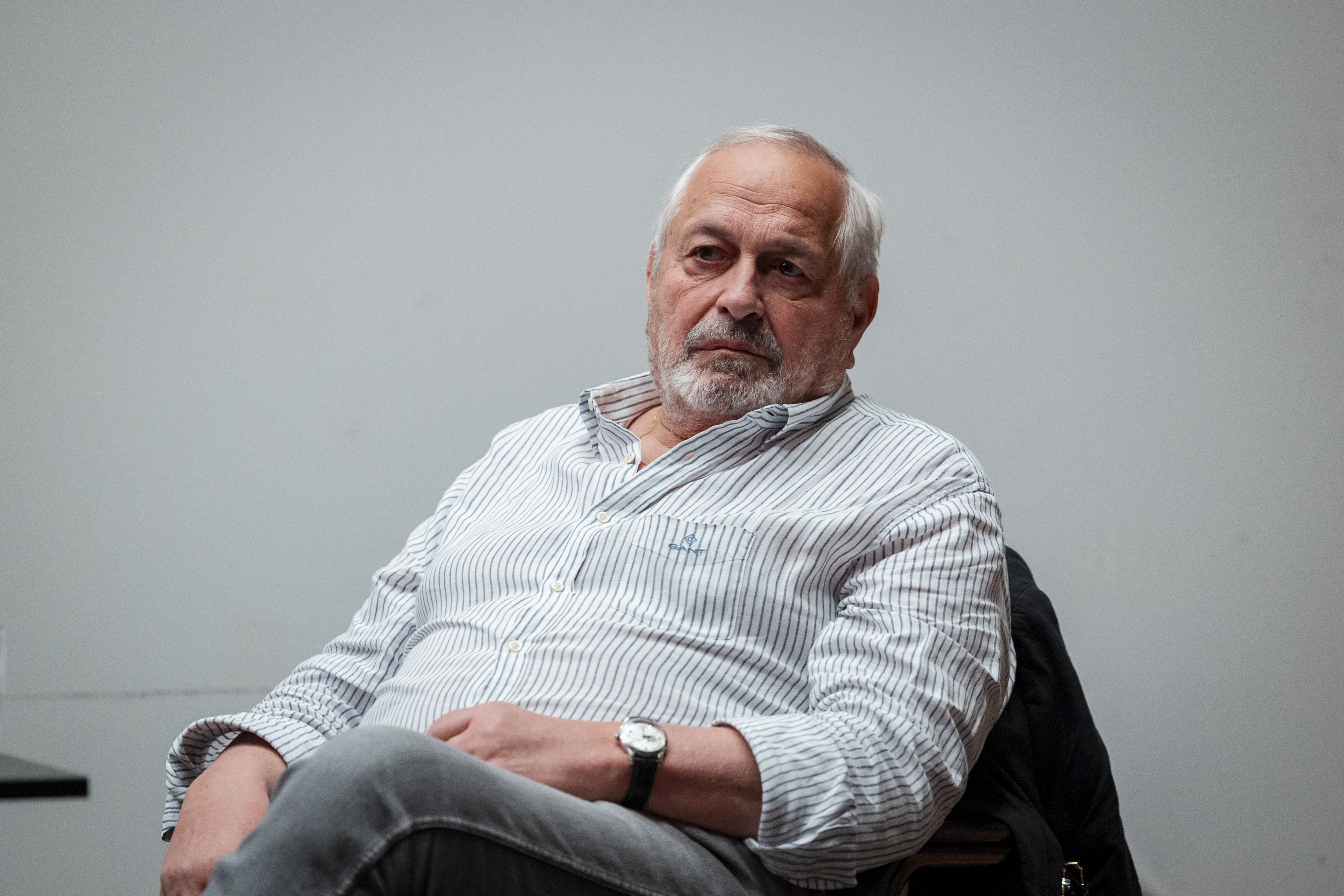
Виталий Дымарский на творческой встрече в Тель-Авиве. 2025

Вита́лий Нау́мович Дыма́рский (род. 22 февраля 1947, Львов) — российский, советский публицист, переводчик и педагог, журналист, радио- и телеведущий, колумнист. Главный редактор исторического журнала «Дилетант» (с появления журнала в 2011 году по ноябрь 2020).
Сын известного спортивного журналиста Наума Александровича Дымарского.

## Биография
Окончил Московский педагогический институт иностранных языков по специальности преподаватель французского языка. С 1968 года — редактор, переводчик в издательстве «Прогресс» (французский язык).
- 1973—1983 годы — редактор и переводчик в журнале «Проблемы мира и социализма» (Прага)[2].
- 1983—1989 годы — обозреватель Агентства печати «Новости» (АПН)[2].
- 1989—1991 годы — редактор-консультант журнала «Коммунист»[2].
- после 1991 года — заведующий отделом журналов «Мегаполис» и «V.I.P»[2].
- 1991—1992 годы — зам. главного редактора газеты «Российские вести».
- 1992—1999 годы — заведующий корпунктом РИА «Новости» во Франции[2].
- 1999—2000 годы — директор Дирекции общественно-политических программ «ТВ Центра».
- 2000 год — генеральный директор ГРК «Радио России» (ВГТРК).
- 2001—2004 годы — заместитель главного редактора «Российской газеты».
- 2004—2015 годы — председатель Совета директоров, вице-президент Компании развития общественных связей (КРОС)
- С 2004 по 2022 год — ведущий авторских программ на радиостанции «Эхо Москвы» («Цена Победы», «Осторожно, история!», «Проверка слуха» и других), вплоть до закрытия радио. 27 февраля 2015 года взял последнее[3] интервью у Бориса Немцова, окончившееся за два с половиной часа до его убийства.
- С декабря 2009 по октябрь 2011 года — колумнист «Российской газеты».
- С ноября 2011 по декабрь 2020 года[4][5] — главный редактор исторического журнала «Дилетант». С 10 февраля 2019 по 6 ноября 2022 года вёл одноимённую передачу на телеканале RTVI[6].
- С января 2016 года по ноябрь 2020 года — главный редактор радиостанции «Эхо Петербурга».
- С ноября 2020 года по 4 марта 2022 года — заместитель главного редактора радиостанции «Эхо Москвы» по Северо-западному региону.
- Профессор МГИМО и НИУ ВШЭ. Лауреат премии «Четвёртая власть».
- 2013 год — на VII съезде Союза журналистов Москвы (март 2013 года) избран членом президиума Союза.
- 25 августа 2023 года Министерством юстиции России внесён в список физических лиц — «иностранных агентов»[7].

## Общественная позиция
По его мнению, «рынок и демократия — отнюдь не идеальные конструкции, имеют свои изъяны и проблемы, однако все остальные модели, включая плановую, просто-напросто ещё хуже».

### Награды
21 февраля 2011 года награждён медалью «За заслуги в увековечении памяти погибших защитников Отечества».

### Семья
Вдовец. Жена — Елена Лазаревна Дымарская (урождённая Меерович; 24 апреля 1947 — 2 ноября 2013), старшая сестра Алексея Макаревича (13 ноября 1954 — 28 августа 2014) — продюсера группы «Лицей» и двоюродная сестра Андрея Макаревича — лидера группы «Машина времени», двое детей — Алексей Дымарский, в прошлом — телеведущий каналов Муз-ТВ (под псевдонимом Alex Dee) и «Звезда», и Марина Дымарская, занимается бизнесом, трое внуков.

### Увлечения
Дымарский увлекается путешествиями и шахматами.

## Сочинения
- Дымарский В., Рыжков В. Осторожно, история!: Мифы и легенды нашей страны. — М.: АСТ, 2011. — 349, [3] с. — (Чёрные страницы истории). — ISBN 978-5-17-075051-1.
- Дымарский В., Рыжков В. Вторая мировая как битва народов: Страны войны. — М.: Эксмо, 2021. — 381, [1] с. — (Дилетант: Книжная серия) — ISBN 978-5-04-103559-4.